# Dommartin (Rodan)

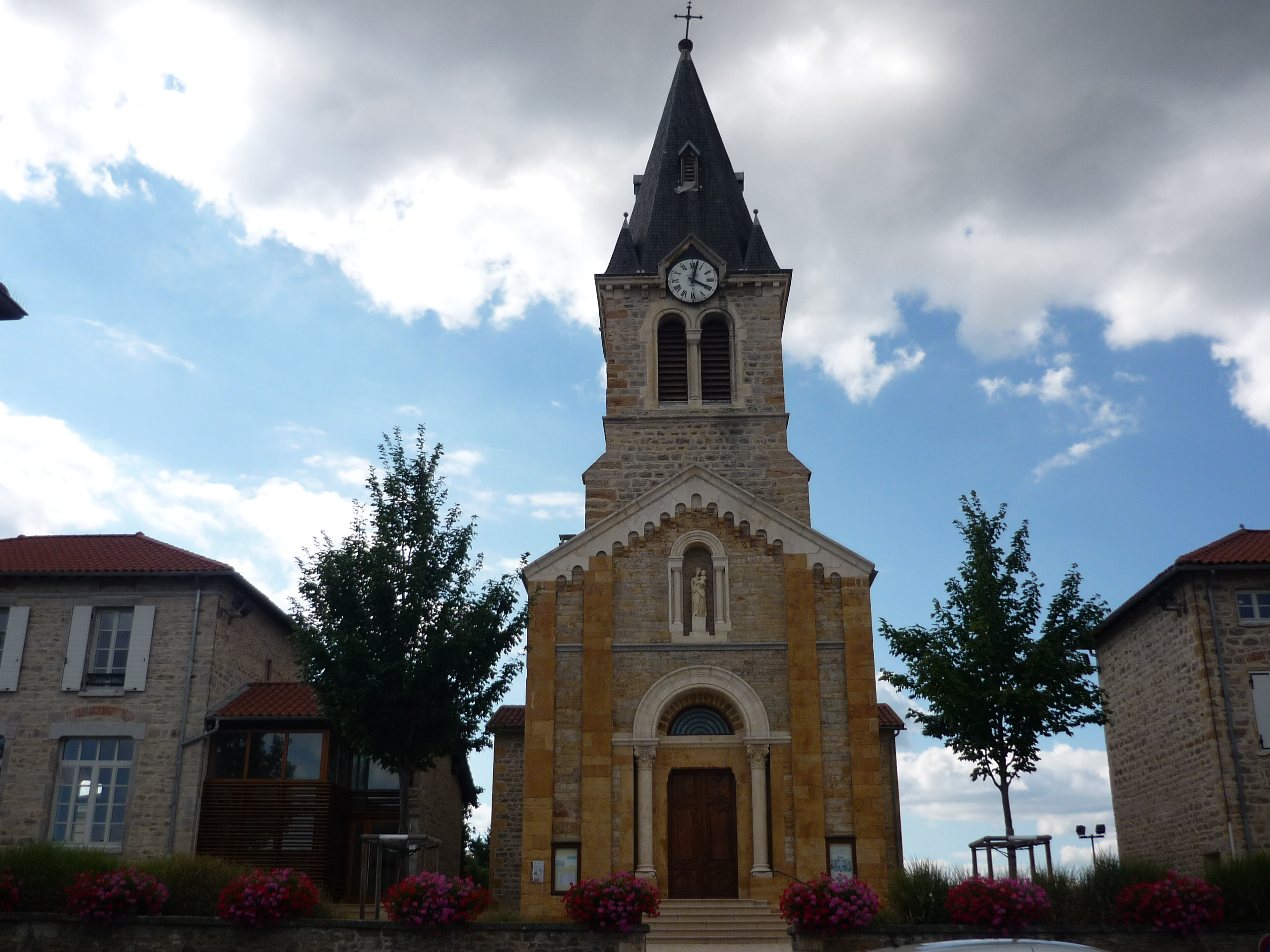
Kościół w Dommartin, 2010

Dommartin – miejscowość i gmina we Francji, w regionie Owernia-Rodan-Alpy, w departamencie Rodan.
Według danych na rok 1990 gminę zamieszkiwało 1616 osób, a gęstość zaludnienia wynosiła 224 osób/km² (wśród 2880 gmin regionu Rodan-Alpy Dommartin plasuje się na 529. miejscu pod względem liczby ludności, natomiast pod względem powierzchni na miejscu 1342.).